# 五六島
座標: 北緯35度5分35.1秒 東経129度7分37.6秒 / 北緯35.093083度 東経129.127111度
五六島（オリュクト）は大韓民国釜山広域市にある島の名。釜山湾の湾口に位置し、釜山港に出入りする船から眺められる。港町釜山の象徴とされており、釜山広域市のシンボルマークにも図案化されている。

## 概要
五六島は、陸地に近い順に以下の島々からなる。
- 又削島（우삭도、32m） － バンペ島（방패섬）・ソル島（솔섬）
- スリ島（수리섬、33m)
- ソンゴッ島（송곳섬、37m)
- 窟島（クルソム/굴섬、68m)
- 灯台島（トゥンデソム/등대섬、28m)

「五六島」の名は、干満によって島の数が5つに見えたり6つに見えたりすることに由来する。又削島は2つの岩峰（それぞれバンベ島・ソル島と呼ばれる）からなるが、海水面近くで繋がっている部分が満潮時に水没するため2つの島に見える。五六島の最も外側にある灯台島には灯台が設置されている。
五六島は、灯台島を除いては無人島である。行政上は南区に属する。海雲台から観光船が出ており、釜山観光の定番のひとつとされている。

## 「56泥」
釜山の観光名所「五六島」は、韓国の社会問題である「早老早退」の定年に関する俗語「オリュクト（「56泥」と同音である「五六島」をかけた語呂合わせ。56歳まで働くと泥棒の意）」の由来にもなっている。韓国語で「サオジョン」（45定と同音である西遊記の沙悟浄をかけた語呂合わせ。45歳定年の意）共に用いられている。